# Provincia di Fiume
La provincia di Fiume o provincia del Carnaro è stata una provincia italiana esistita dal 1924 al 1947. Aveva come capoluogo la città di Fiume, e prendeva nome dal golfo del Quarnaro. La sua targa automobilistica fu FM, dopo un utilizzo sperimentale della sigla FU.
Nel 1938 era divisa in 13 comuni e aveva una superficie di 1.121 km² con una popolazione di 109.018 abitanti e una densità di 109 ab./km².

## Storia

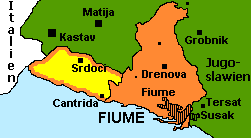
Mappa dello Stato libero di Fiume (1920-1924). In arancio pieno, l'antico distretto austroungarico che esistette fino al 1918, mentre in giallo contornato di arancio il territorio aggiunto a formare lo Stato libero di Fiume

Con il trattato di Rapallo del 12 novembre 1920 Fiume, che contava circa 50.000 abitanti di madre lingua italiana e 13.000 abitanti di madre lingua croata e dal settembre del 1919 era occupata militarmente da un manipolo di militari italiani al comando del poeta Gabriele D'Annunzio, venne dichiarata città stato indipendente.
D'Annunzio si ribellò alle decisioni della diplomazia, disconoscendo la validità degli accordi italo-jugoslavi e continuando l'occupazione di Fiume. A seguito dell'attacco italiano del Natale del 1920, il poeta fu costretto a partire da Fiume il 18 gennaio 1921, ritirandosi in una villa di Gardone Riviera, successivamente acquistata e ribattezzata Vittoriale. Le forze nazionaliste e fasciste italiane continuarono ad adoperarsi per l'annessione di Fiume all'Italia, fino ad organizzare un golpe nel 1922, provocando l'occupazione militare della città da parte del Regio Esercito nel 1923 per manifesta incapacità a mantenere l'ordine pubblico. A questi eventi fece seguito il Trattato di Roma del 27 gennaio 1924 fra l'Italia e la Jugoslavia, che suddivise l'ex Stato libero di Fiume fra le due nazioni confinanti.

Gonfalone provinciale

La Provincia di Fiume venne istituita il 22 febbraio 1924 e gli venne assegnato il territorio dell'ex Stato libero annesso all'Italia nel 1924, che divenne il circondario di Fiume; alla provincia fu assegnato anche il circondario di Volosca-Abbazia, già parte della provincia di Pola, tranne i comuni di Castelnuovo d'Istria e Matteria. Nel 1928, soppressi circondari e mandamenti, vennero aggregati alla provincia i due comuni già istriani di Castelnuovo d'Istria e Matteria.

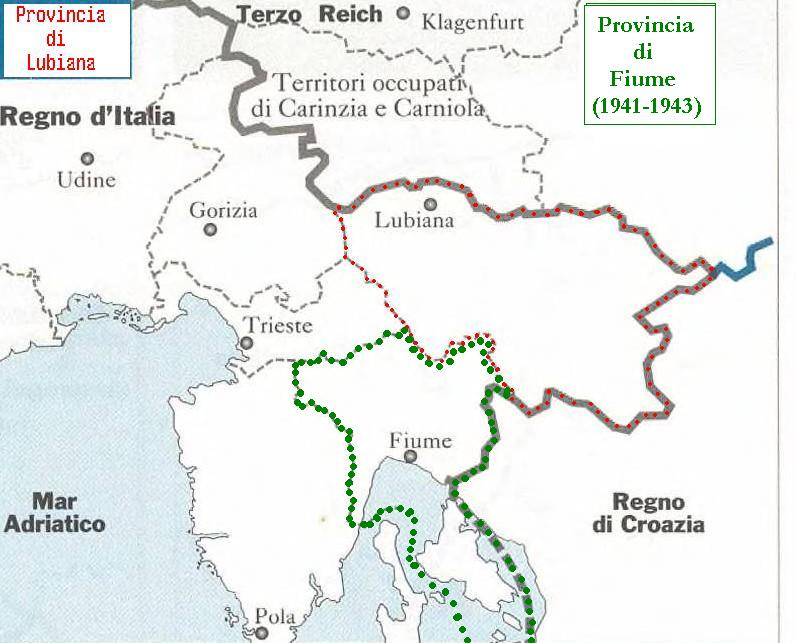
Segnati in verde, i confini della provincia di Fiume dopo il suo ampliamento nel 1941-1943. Gli ampliamenti territoriali del Regno d'Italia che si vedono sulla mappa furono causati dall'invasione della Jugoslavia, evento militare della seconda guerra mondiale

Dal 7 giugno 1941, a seguito dell'aggressione delle Potenze dell'Asse alla Jugoslavia e del trattato di Roma del 18 maggio 1941, la provincia di Fiume fu ingrandita: furono annessi l'entroterra orientale di Fiume e le isole quarnerine di Veglia ed Arbe. Una simile fretta nel dare un nuovo e definitivo assetto amministrativo alla regione, che si contrapponeva ai lenti cambiamenti che avevano seguito la vittoria nella Grande guerra, tradiva un'evidente finalità propagandistica, ma non poteva trovare ovviamente un'integrale applicazione pratica: al tal fine vennero infatti attivati presso la prefettura di Fiume due uffici, l'"Intendenza civile per i Territori annessi del Fiumano e della Cupa" e il "Commissariato civile di Sussak", con competenza rispettivamente sulle aree interne e su quella costiera, volti a gestire un'integrazione nella vita nazionale italiana che non poteva che essere lenta e tutt'altro che immediata, dovendosi implementare il superamento della vigente legislazione jugoslava.

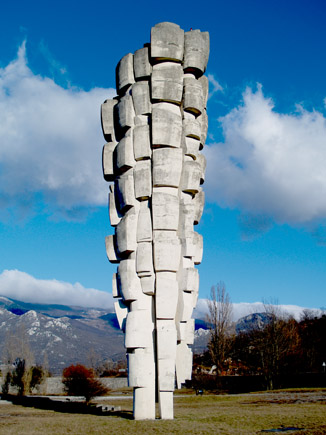
Monumento alle vittime dell'eccidio di Podhum - Il 12 luglio 1942 nel villaggio di Podhum, per rappresaglia furono fucilati da reparti militari italiani per ordine del prefetto della provincia di Fiume Temistocle Testa tutti gli uomini del villaggio di età compresa tra i 16 ed i 64 anni.
Sul monumento che oggi sorge nei pressi del villaggio sono indicati i nomi delle 91 vittime dell'eccidio. Il resto della popolazione fu deportata nei campi di internamento italiani e le abitazioni furono incendiate.

L'aggressione alla Jugoslavia determinò nelle zone annesse dall'Italia la nascita di un movimento di resistenza partigiana, che i militari italiani cercarono di reprimere con estrema ferocia. Per colpire la resistenza slava, le autorità italiane puntarono sulla deportazione di intere zone popolate da civili sospettati di aver concesso sostegno ai partigiani o in grado di parentela con loro. In data 30 maggio 1942 il prefetto della provincia di Fiume Temistocle Testa firmò il proclama prot.n.2796, in cui rendeva nota la punizione inflitta alle famiglie di presunti aderenti alle formazioni partigiane:
(Dalla copia del proclama riportata a pagina 327 del libro di Boris Gombač, Atlante storico dell'Adriatico orientale (op. cit.))
Per solidarietà con le popolazioni ex-jugoslave, anche fra i cittadini italiani di lingua slava si diffuse la ribellione. Il prefetto di Fiume fu destinatario della seguente relazione resa dal commissario prefettizio di Primano:
(Il Commissario prefettizio Attilio Orsarri, 5 giugno 1942)
La resa italiana l'8 settembre 1943, comportò per alcuni giorni i primi fenomeni di infoibamento di esponenti italiani, ma la rapida reazione nazista sottopose la provincia all'occupazione militare della Wehrmacht nell'ambito della Zona d'operazioni del Litorale adriatico (OZAK). I tedeschi, che erano impegnati in un gioco ben più grande delle divisioni etniche del piccolo territorio fiumano, imposero in breve tempo una loro sbrigativa soluzione per le vertenze italo-croate: rimosso il senatore Gaetano Giardino, prefetto troppo nazionalista, nominarono al suo posto Capo della Provincia il dottor Alessandro Spalatin, cui affiancarono però un viceprefetto croato, al quale il 29 ottobre venne affidato l'incarico di Commissario straordinario del "Commissariato di Sussak-Veglia", l'ufficio che fuse le due precedenti intendenze dei territori annessi nel 1941: in tal modo queste zone, nelle quali i nazisti ritennero dover riconoscere gli speciali interessi croati avversi agli italiani, passarono de facto sotto le autorità slave, pur mantenendo ciò che interessava ai tedeschi, cioè l'incorporazione all'OZAK. Sotto il potere germanico si susseguirono le repressioni che portarono la provincia di Fiume ad essere la quarta in Italia per numero di morti nei campi di sterminio nazisti dopo quelle di Gorizia, Firenze e Genova. Anche il questore italiano di Fiume, Giovanni Palatucci, fu arrestato dai nazisti per essersi opposto alla campagna antiebraica nonché per aver istituito un Comitato Multinazionale Indipendente allo scopo di trattare la resa di Fiume con gli Alleati e l'indipendenza dell'Alpeadria in una terra che sarebbe stata assegnata d'ufficio alla nuova Jugoslavia. Scoperto il programma politico indipendentista venne deportato nel campo di concentramento di Dachau, dove morì di stenti il 10 febbraio 1945. Il Comitato Multinazionale Indipendente di Fiume era formato da fascisti, partigiani italiani, partigiani titini, ebrei ed altre minoranze.

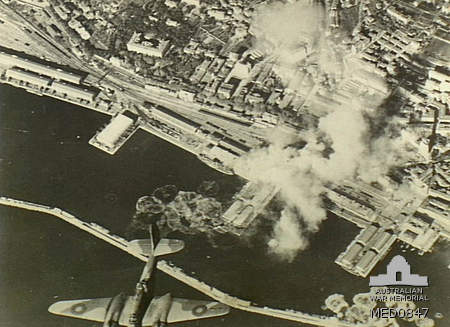
Bombardamento di Fiume da parte degli aerei della RAF (1944)

In seguito alla destituzione di Palatucci, i suoi poteri furono assunti direttamente dalla Gestapo, con grave danno per la sovranità italiana sulla provincia, che fu di fatto già annullata quando, nell'aprile del 1945, i titini invasero senza difficoltà la provincia, proclamandone l'annessione alla Jugoslavia senza attendere i dovuti atti di diritto internazionale.
Il nuovo potere comunista cancellò subito la provincia, sciolse ogni potere pubblico sostituendolo con una gerarchia di soviet popolari, e separò il territorio dall'Italia cambiandone la moneta, i documenti, le targhe e addirittura l'orario. Nel 1947 la provincia di Fiume fu infine ufficialmente annullata secondo il diritto internazionale ed italiano, che riconobbero il suo ingresso a fare parte della Jugoslavia di Tito come provincia croata di Rijeka.

## Comuni della provincia
Il capoluogo della provincia, la città di Fiume, fu annessa all'Italia col Trattato di Roma del 27 gennaio 1924, e la formale annessione italiana si ebbe il 22 febbraio 1924. Gli altri comuni invece erano già italiani a partire dal Trattato di Rapallo (1920), e fino all'istituzione della provincia erano rimasti in quella di Pola. Castelnuovo d'Istria e Matteria furono invece trasferiti da Pola a Fiume solo nel 1928.
Fra i comuni fiumani il comune con la più alta percentuale di popolazione italiana era Laurana, seguito dalla frazione Volosca del comune di Abbazia. Negli altri comuni non istriani, pur accanto ad una presenza italiana, la maggioranza etnica era croata. Faceva eccezione il già citato comune di Abbazia, dove non esisteva una maggioranza etnica ma erano massicciamente presenti sia italiani, sia croati, sia sloveni, e in piccola parte anche tedeschi. Il capoluogo provinciale aveva, nel suo nucleo urbano, una maggioranza etnica italiana di circa l'ottanta per cento nel censimento del 1936, mentre nei sobborghi dei dintorni, rimasti però per lo più al Regno di Jugoslavia, la maggioranza etnica era croata.

### Città, comuni e villaggi della provincia di Fiume

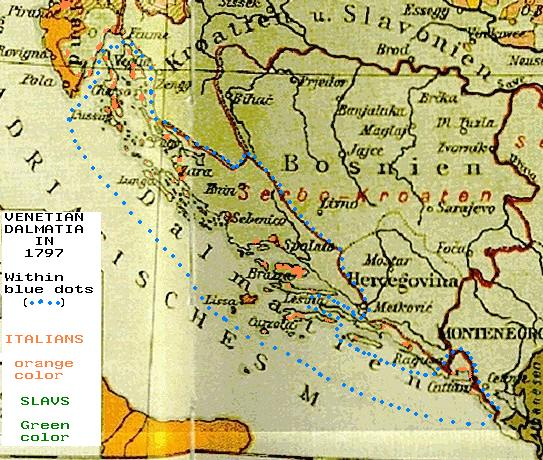
Mappa linguistica austriaca del 1896, su cui sono riportati i confini (segnati con pallini blu) della Dalmazia veneziana nel 1797. In arancione sono evidenziate le zone dove la lingua madre più diffusa era l'italiano, mentre in verde quelle dove erano più diffuse le lingue slave

- Fiume (Rijeka): Borgomarina, Cosala (Kozala), Drenova (Drenova), Plasse (Plase).
- Abbazia (Opatija): Apriano (Veprinac), Crissizza (Križevice), Lipovizza (Lipovica), Pogliane (Poljane), Preluca (Preluka), Scherbici (Škrbići), Slatina (Slatina), Vassania (Vašanska), Volosca (Volosko).
- Castel Iablanizza: Cottésevo, Iasena di Bisterza, Terciane, Verbizza, Verbovo, Villa Podigraie, Zabice Castelvecchio, Zemon di Sopra, Zemon di Sotto.
- Castelnuovo (Podgrad, Ilirska Bistrica): Crussizza di Castelnuovo, Eriacci, Gabrega, Giavorie, Gradischie di Castelnuovo, Mune Grande, Mune Piccolo, Obrovo Santa Maria, Paulizza, Pobese, Pogliane, Pregara, Prelose Sant'Egidio, Racizze, Rittomece, Sabogna, Seiane, Starada, Studena in Monte, Zaielse.
- Clana (Klana): Isera, San Rocco, Scalnizza, Studena, Zidovje.
- Draga di Moschiena (Mošćenička Draga): Bersezio (Brseč), Cala (Kalac), Obers (Obrš), Riva di Moschiena (Krai), Ruins (Ruins), San Pietro (St. Peter), St. Antonio (St. Anton), Selza (Flint), Trebisca (Trebišća), Monte Maggiore (Učka), Valsantamarina (Moscenicka Draga).
- Elsane (Jelšane): Berdo di Elsane, Berze, Cracinanova, Dolegne di Elsane, Fabice, Lippa di Elsane, Passiaco, Ruppa, Sappiane, Sussa, Villanova.
- Fontana del Conte (Knežak): Baccia di Bisterza, Coritenza di Bisterza, Drescozze, Parie, Sagòria San Martino, San Giorgio (Giursi), Sémbie, Taborgrande, Tabor Sémbie.
- Laurana (Lovran): Bacova, Cali, Cosuli, Dobrecchi, Draga Laurana, Giagnetici, Ica, Monte, Oprino, Carnaro di San Francesco, San Rocco Ligani, Smarici, Tuliano, Visozze, Ugovazzi.
- Matteria (Materija): Artuise, Bresovizza Marenzi, Bresovoberdo, Calcizza, Cosiane, Coticcina, Gelovizza, Golazzo, Gradiscizza, Loccegrande, Marcossina, Mersane, Orecca, Ostrovizza, Pusane, Rosizze, Scandaussina, Slivia di Castelnuovo, Tow, Tatre, Tublie, Vodizze di Castelnuovo.
- Mattuglie (Matulji): Bergut Grande, Bergut Piccolo, Biscopi, Bresa, Corsenico, Criva, Cuceli, Cusnici, Ferlania, Francici, Gai, Gerzancici, Ghersetici, Gerzici, Giordani, Giussici Border, Michelici, Fungal, Monte, Mussici, Pereni, Pobri, Possici, Pucari, Pussevi, Pusi, Ruccavazzo Alto, Ruccavazzo Basso, Russici, Serapena, Snidari, Suonecchia, Suseni, Tertini, Varlieni, Vissici.
- Primano (Prem): Berdo San Giovanni, Bittigne di Sopra, Bittigne di Sotto, Ceglie, Monte Chilovi, Ratecevo in Monte, Sméria.
- Villa del Nevoso (Ilirska Bistrica): Torrenova, Bucovizza Grande, Bucovizza Piccola, Càrie, Cossese, Merecce, Poglie, Postegna, Postegnesca, Sarecce, Sarecizza Val Timavo, Sose, Tomigna, Topolza, Bisterza di Torrenova.

### Elenco dei comuni

Divisione amministrativa dell'Istria e del Quarnaro dal 1924 al 1947 con segnate la provincia di Trieste (colore verde), la provincia di Gorizia (blu), la provincia di Pola (giallo) e la provincia di Fiume (rosso)

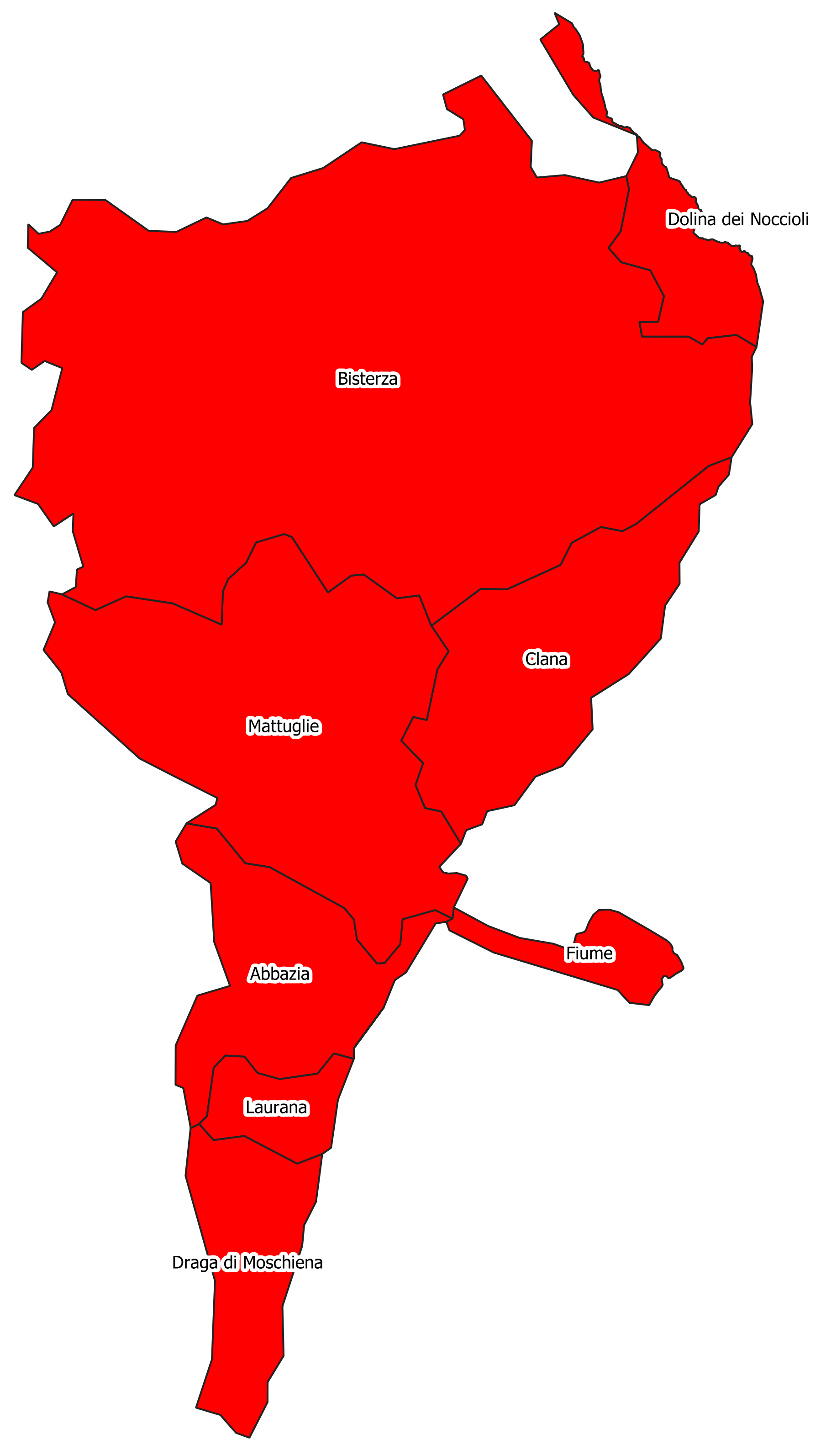
Provincia di Fiume nel periodo 1924-1941; i confini riportati non corrispondono esattamente a quelli dell'epoca poiché sono state utilizzate le divisioni amministrative attuali.

La provincia venne creata con il capoluogo neoannesso e 18 comuni già ricompresi nella provincia di Pola. Nel successivo settennato vennero operate 9 soppressioni a fronte di una sola nuova istituzione di un municipio, mentre vennero aggregati altri due comuni polesi, col risultato di ridurre la provincia a 13 comunità. Nel 1941 furono annessi alla provincia di Fiume le isole di Veglia ed Arbe, insieme ad alcuni comuni a nordest di Fiume, previamente appartenuti alla Jugoslavia, e che confinavano con la neocostituita provincia di Lubiana. In tutto erano 24 comuni dalla regione della Kupa fino al Canale della Morlacca; solo a Sussak, Castua, Veglia ed Arbe vi era una piccola minoranza italiana.. Con questi 24 centri comunali, la provincia ebbe un totale di 37 municipi. Con la vittoria comunista nel 1945, i territori liberati furono subito reintegrati nella Jugoslavia. Il 10 febbraio 1947 a seguito del Trattato di Parigi, la ex provincia fu interamente trasferita alla Jugoslavia; i comuni sono stati ridotti a 7 tramite aggregazioni ed oggi è divisa tra Slovenia con 1 comune più parti di altri tre, e Croazia con 6 comuni più parti di un altro.
| N. | Nome italiano           | Nome sloveno/croato | Codice catastale | Stato attuale    | Comune attuale           | Eventi accaduti durante il periodo di appartenenza all'Italia |
| -- | ----------------------- | ------------------- | ---------------- | ---------------- | ------------------------ | --- |
| -  | Apriano                 | Veprinac            | A336             | Croazia          | Abbazia                  | Comune soppresso e annesso ad Abbazia il 22 dicembre 1931 |
| -  | Berdo San Giovanni      | Janeževo Brdo       | A790             | Slovenia         | Bisterza                 | Comune annesso a Primano il 3 dicembre 1924 |
| -  | Bersezio del Quarnaro   | Brseč               | A824             | Croazia          | Draga di Moschiena       | Già Bersez prima del fascismo Comune annesso a Moschiena il 7 maggio 1929 |
| 1  | Bisterza                | Ilirska Bistrica    | A890 / L935      | Slovenia         | Bisterza                 | Comune ridenominato Villa del Nevoso dopo l'annessione di Torrenova di Bisterza il 2 dicembre 1927 |
| 2  | Castel Iablanizza       | Jablanica           | C124             | Slovenia         | Bisterza                 | Già Iablanizza prima del fascismo |
| 3  | Castelnuovo d'Istria    | Podgrad             | C238             | Slovenia         | Bisterza                 | Trasferito dalla provincia di Pola a quella di Fiume l'8 novembre 1928 |
| -  | Ceglie                  | Čelje               | C425             | Slovenia         | Bisterza                 | Comune annesso a Primano il 3 dicembre 1924 |
| 4  | Clana                   | Klana               | C788             | Croazia          | Clana                    | Comune staccato da Mattuglie, istituito il 15 ottobre 1925 |
| 5  | Elsane                  | Jelšane             | D400             | Slovenia Croazia | Bisterza Mattuglie       | Già Gelsane prima del fascismo |
| 6  | Fiume                   | Rijeka              | D620             | Croazia          | Fiume                    | [ 28 ] |
| 7  | Fontana del Conte       | Knežak              | D669             | Slovenia         | Bisterza                 | |
| 8  | Laurana                 | Lovran              | E478             | Croazia          | Laurana                  | Nel 1922 gli era stato brevemente staccato l'effimero comune di San Rocco Ligani |
| 9  | Matteria                | Materija            | F057             | Slovenia Croazia | Erpelle-Cosina Lanischie | Trasferito dalla provincia di Pola a quella di Fiume l'8 novembre 1928 |
| 10 | Mattuglie               | Matulji             | F060             | Croazia          | Mattuglie                | |
| -  | Monte Chilovi           | Kilovče             | N/A              | Slovenia         | Bisterza                 | Già Montefreddo prima del fascismo Comune annesso a Primano il 3 dicembre 1924 |
| 11 | Moschiena               | Mošćenička Draga    | F763 / M254      | Croazia          | Draga di Moschiena       | Già Moschienizze prima del fascismo Ridenominato Valsantamarina il 29 agosto 1941 |
| 12 | Primano                 | Prem                | H064             | Slovenia         | Bisterza                 | |
| -  | Ratecevo in Monte       | Ratečevo Brdo       | H193             | Slovenia         | Bisterza                 | Comune annesso a Primano il 3 dicembre 1924 |
| -  | Sagoria San Martino     | Zagorje             | H664             | Slovenia         | Piuca                    | Comune annesso a Fontana del Conte il 22 ottobre 1927 |
| -  | Smeria                  | Smrje               | I773             | Slovenia         | Bisterza                 | Comune annesso a Primano il 3 dicembre 1924 |
| -  | Torrenova di Bisterza   | Trnovo              | L128             | Slovenia         | Bisterza                 | Già Ternovo prima del fascismo Comune annesso a Villa del Nevoso il 2 dicembre 1927 |
| 13 | Volosca-Abbazia         | Volosko             | M117 / A009      | Croazia          | Abbazia                  | Comune ridenominato Abbazia dopo l'annessione di Apriano il 22 dicembre 1931 |
| A  | Arbe                    | Rab                 |                  | Croazia          | Arbe Loparo              | Comuni annessi alla provincia durante l'occupazione nazifascista della Jugoslavia dal 1941 al 1945, e ricompresi nei “Territori annessi del Fiumano e della Cupa” e poi nel “Commissariato Sussak-Veglia”. L'incorporazione fu dichiarata nulla ab initio in seguito alla sconfitta italiana alla fine della guerra. |
| B  | Bescanuova              | Baška               |                  | Croazia          | Baška                    | Comuni annessi alla provincia durante l'occupazione nazifascista della Jugoslavia dal 1941 al 1945, e ricompresi nei “Territori annessi del Fiumano e della Cupa” e poi nel “Commissariato Sussak-Veglia”. L'incorporazione fu dichiarata nulla ab initio in seguito alla sconfitta italiana alla fine della guerra. |
| C  | Bosconero di Fiume      | Crni Lug            |                  | Croazia          | Delnice                  | Comuni annessi alla provincia durante l'occupazione nazifascista della Jugoslavia dal 1941 al 1945, e ricompresi nei “Territori annessi del Fiumano e della Cupa” e poi nel “Commissariato Sussak-Veglia”. L'incorporazione fu dichiarata nulla ab initio in seguito alla sconfitta italiana alla fine della guerra. |
| D  | Buccari                 | Bakar               |                  | Croazia          | Bakar                    | Comuni annessi alla provincia durante l'occupazione nazifascista della Jugoslavia dal 1941 al 1945, e ricompresi nei “Territori annessi del Fiumano e della Cupa” e poi nel “Commissariato Sussak-Veglia”. L'incorporazione fu dichiarata nulla ab initio in seguito alla sconfitta italiana alla fine della guerra. |
| E  | Castelmuschio           | Omišalj             |                  | Croazia          | Omišalj                  | Comuni annessi alla provincia durante l'occupazione nazifascista della Jugoslavia dal 1941 al 1945, e ricompresi nei “Territori annessi del Fiumano e della Cupa” e poi nel “Commissariato Sussak-Veglia”. L'incorporazione fu dichiarata nulla ab initio in seguito alla sconfitta italiana alla fine della guerra. |
| F  | Castua                  | Kastav              |                  | Croazia          | Castua Viškovo           | Comuni annessi alla provincia durante l'occupazione nazifascista della Jugoslavia dal 1941 al 1945, e ricompresi nei “Territori annessi del Fiumano e della Cupa” e poi nel “Commissariato Sussak-Veglia”. L'incorporazione fu dichiarata nulla ab initio in seguito alla sconfitta italiana alla fine della guerra. |
| G  | Cervi                   | Jelenje             |                  | Croazia          | Gellegne                 | Comuni annessi alla provincia durante l'occupazione nazifascista della Jugoslavia dal 1941 al 1945, e ricompresi nei “Territori annessi del Fiumano e della Cupa” e poi nel “Commissariato Sussak-Veglia”. L'incorporazione fu dichiarata nulla ab initio in seguito alla sconfitta italiana alla fine della guerra. |
| H  | Concanera               | Čabar               |                  | Croazia          | Čabar                    | Comuni annessi alla provincia durante l'occupazione nazifascista della Jugoslavia dal 1941 al 1945, e ricompresi nei “Territori annessi del Fiumano e della Cupa” e poi nel “Commissariato Sussak-Veglia”. L'incorporazione fu dichiarata nulla ab initio in seguito alla sconfitta italiana alla fine della guerra. |
| I  | Feliciano               | Dobrinj             |                  | Croazia          | Dobrigno                 | Comuni annessi alla provincia durante l'occupazione nazifascista della Jugoslavia dal 1941 al 1945, e ricompresi nei “Territori annessi del Fiumano e della Cupa” e poi nel “Commissariato Sussak-Veglia”. L'incorporazione fu dichiarata nulla ab initio in seguito alla sconfitta italiana alla fine della guerra. |
| J  | Gerovo                  | Gerovo              |                  | Croazia          | Čabar                    | Comuni annessi alla provincia durante l'occupazione nazifascista della Jugoslavia dal 1941 al 1945, e ricompresi nei “Territori annessi del Fiumano e della Cupa” e poi nel “Commissariato Sussak-Veglia”. L'incorporazione fu dichiarata nulla ab initio in seguito alla sconfitta italiana alla fine della guerra. |
| K  | Grobnico                | Grobnik             |                  | Croazia          | Zaule di Liburnia        | Comuni annessi alla provincia durante l'occupazione nazifascista della Jugoslavia dal 1941 al 1945, e ricompresi nei “Territori annessi del Fiumano e della Cupa” e poi nel “Commissariato Sussak-Veglia”. L'incorporazione fu dichiarata nulla ab initio in seguito alla sconfitta italiana alla fine della guerra. |
| L  | Malinsca-Dobasnizza     | Dubašnica           |                  | Croazia          | Malinska-Dubašnica       | Comuni annessi alla provincia durante l'occupazione nazifascista della Jugoslavia dal 1941 al 1945, e ricompresi nei “Territori annessi del Fiumano e della Cupa” e poi nel “Commissariato Sussak-Veglia”. L'incorporazione fu dichiarata nulla ab initio in seguito alla sconfitta italiana alla fine della guerra. |
| M  | Plezze                  | Plešće              |                  | Croazia          | Čabar                    | Comuni annessi alla provincia durante l'occupazione nazifascista della Jugoslavia dal 1941 al 1945, e ricompresi nei “Territori annessi del Fiumano e della Cupa” e poi nel “Commissariato Sussak-Veglia”. L'incorporazione fu dichiarata nulla ab initio in seguito alla sconfitta italiana alla fine della guerra. |
| N  | Ponte                   | Punat               |                  | Croazia          | Punat                    | Comuni annessi alla provincia durante l'occupazione nazifascista della Jugoslavia dal 1941 al 1945, e ricompresi nei “Territori annessi del Fiumano e della Cupa” e poi nel “Commissariato Sussak-Veglia”. L'incorporazione fu dichiarata nulla ab initio in seguito alla sconfitta italiana alla fine della guerra. |
| O  | Praputignacco           | Praputnjak          |                  | Croazia          | Bakar                    | Comuni annessi alla provincia durante l'occupazione nazifascista della Jugoslavia dal 1941 al 1945, e ricompresi nei “Territori annessi del Fiumano e della Cupa” e poi nel “Commissariato Sussak-Veglia”. L'incorporazione fu dichiarata nulla ab initio in seguito alla sconfitta italiana alla fine della guerra. |
| P  | Pratalto                | Trava               |                  | Slovenia         | Loški Potok              | Comuni annessi alla provincia durante l'occupazione nazifascista della Jugoslavia dal 1941 al 1945, e ricompresi nei “Territori annessi del Fiumano e della Cupa” e poi nel “Commissariato Sussak-Veglia”. L'incorporazione fu dichiarata nulla ab initio in seguito alla sconfitta italiana alla fine della guerra. |
| Q  | Sussa                   | Sušak               |                  | Croazia          | Fiume                    | Comuni annessi alla provincia durante l'occupazione nazifascista della Jugoslavia dal 1941 al 1945, e ricompresi nei “Territori annessi del Fiumano e della Cupa” e poi nel “Commissariato Sussak-Veglia”. L'incorporazione fu dichiarata nulla ab initio in seguito alla sconfitta italiana alla fine della guerra. |
| R  | Valle di Concanera      | Draga               |                  | Slovenia         | Loški Potok              | Comuni annessi alla provincia durante l'occupazione nazifascista della Jugoslavia dal 1941 al 1945, e ricompresi nei “Territori annessi del Fiumano e della Cupa” e poi nel “Commissariato Sussak-Veglia”. L'incorporazione fu dichiarata nulla ab initio in seguito alla sconfitta italiana alla fine della guerra. |
| S  | Vallogiulio             | Prezid              |                  | Croazia          | Čabar                    | Comuni annessi alla provincia durante l'occupazione nazifascista della Jugoslavia dal 1941 al 1945, e ricompresi nei “Territori annessi del Fiumano e della Cupa” e poi nel “Commissariato Sussak-Veglia”. L'incorporazione fu dichiarata nulla ab initio in seguito alla sconfitta italiana alla fine della guerra. |
| T  | Vallombrosa del Carnaro | Osilnica            |                  | Slovenia         | Osilnica                 | Comuni annessi alla provincia durante l'occupazione nazifascista della Jugoslavia dal 1941 al 1945, e ricompresi nei “Territori annessi del Fiumano e della Cupa” e poi nel “Commissariato Sussak-Veglia”. L'incorporazione fu dichiarata nulla ab initio in seguito alla sconfitta italiana alla fine della guerra. |
| U  | Veglia                  | Krk                 | M293             | Croazia          | Veglia                   | Comuni annessi alla provincia durante l'occupazione nazifascista della Jugoslavia dal 1941 al 1945, e ricompresi nei “Territori annessi del Fiumano e della Cupa” e poi nel “Commissariato Sussak-Veglia”. L'incorporazione fu dichiarata nulla ab initio in seguito alla sconfitta italiana alla fine della guerra. |
| V  | Verbenico               | Vrbenik             |                  | Croazia          | Verbenico                | Comuni annessi alla provincia durante l'occupazione nazifascista della Jugoslavia dal 1941 al 1945, e ricompresi nei “Territori annessi del Fiumano e della Cupa” e poi nel “Commissariato Sussak-Veglia”. L'incorporazione fu dichiarata nulla ab initio in seguito alla sconfitta italiana alla fine della guerra. |
| W  | Villacarsia             | Krašćica            |                  | Croazia          | Bakar                    | Comuni annessi alla provincia durante l'occupazione nazifascista della Jugoslavia dal 1941 al 1945, e ricompresi nei “Territori annessi del Fiumano e della Cupa” e poi nel “Commissariato Sussak-Veglia”. L'incorporazione fu dichiarata nulla ab initio in seguito alla sconfitta italiana alla fine della guerra. |
| X  | Zaule                   | Čavle               |                  | Croazia          | Zaule di Liburnia        | Comuni annessi alla provincia durante l'occupazione nazifascista della Jugoslavia dal 1941 al 1945, e ricompresi nei “Territori annessi del Fiumano e della Cupa” e poi nel “Commissariato Sussak-Veglia”. L'incorporazione fu dichiarata nulla ab initio in seguito alla sconfitta italiana alla fine della guerra. |

## Geografia

### Monti
Monti oltre i 1000 m
| Denominazione    | Altezza (m) | Luogo            |
| ---------------- | ----------- | ---------------- |
| Monte Nevoso     | 1.796 m     | Alpi Dinariche   |
| Monte Zatreppo   | 1.454 m     | Alpi Dinariche   |
| Monte Maggiore   | 1.396 m     | Monti della Vena |
| Monte Trestenico | 1.243 m     | Alpi Dinariche   |
| Alpe Grande      | 1.271 m     | Monti della Vena |
| Monte Sega       | 1.234 m     | Monti della Vena |
| Monte Aquila     | 1.106 m     | Monti della Vena |
| Monte Taiano     | 1.028 m     | Monti della Vena |
| Monte Sabni      | 1.024 m     | Monti della Vena |

### Fiumi
- Eneo
- Timavo

### Strade
La provincia era percorsa dalle seguenti strade statali:
- Strada statale 14 della Venezia Giulia
- Strada statale 59 di Bisterza
- Strada statale 60 del Monte Maggiore
- Strada statale 61 Liburnica

### Ferrovie
- Ferrovia San Pietro del Carso-Fiume
- Ferrovia Zagabria-Fiume

### Porti
- Fiume

### Cultura
Quasi tutta la popolazione professava il cattolicesimo e dipendendeva dalla Diocesi di Fiume, all'epoca suffraganea dell'Arcidiocesi di Gorizia.
La popolazione parlava diverse lingue e dialetti:
- italiano, lingua ufficiale
- veneto, parlato in tutta la costa
- sloveno, parlata nel dialetto istrsko nell'Istria del nord interna
- croato, parlato nel Lingua ciacava  all'interno dell'Istria orientale